# Lista de quadros do Domingão com Huck

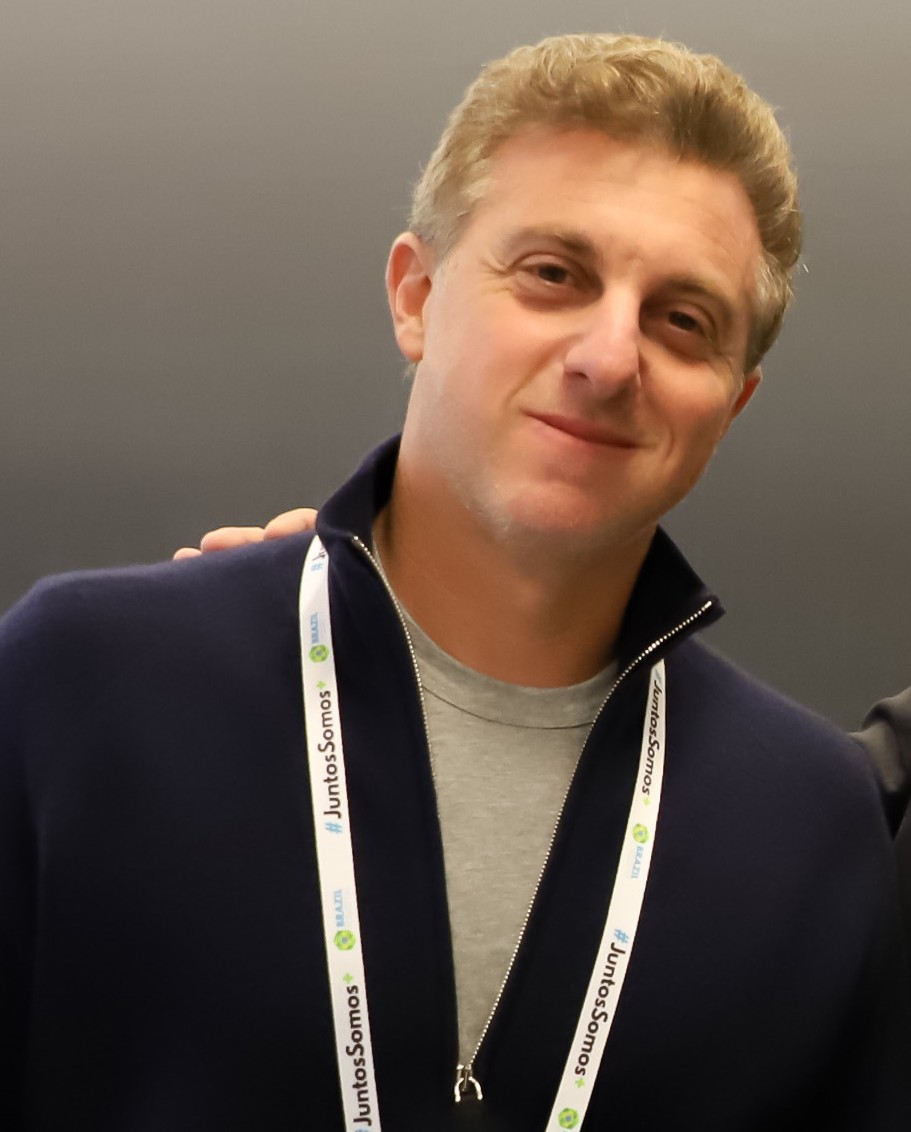
Luciano Huck, apresentador do Domingão com Huck.

Esta é uma lista de quadros do Domingão com Huck, um programa televisivo dominical exibido pela TV Globo e comandado pelo apresentador Luciano Huck.

## Acredite em Quem Quiser
No quadro Acredite em Quem Quiser, três pessoas contam uma história curiosa ou inacreditável, mas apenas uma está falando a verdade. Três celebridades convidadas formam um júri fixo que tem a missão de descobrir quem é o verdadeiro dono da história inacreditável.

## Essa Música é Minha
No quadro Essa Música é Minha, uma pessoa que compõe músicas desconhecidas do grande público recebe um apoio, tendo sua canção interpretada por um artista/celebridade.

## Encontrar Alguém
O quadro Encontrar Alguém realiza encontros de amigos que não se veem há muito tempo (desconhecem o local onde reside) ou de parentes que nunca se conheceram pessoalmente.

## Fazer o Bem, Não Importa a quem
O quadro Fazer o Bem, Não Importa a Quem estimula as pessoas a ajudarem uns aos outros, impactando positivamente a vida de alguém. Neste quadro, os participantes podem contribuir com outras pessoas, ajudando desde uma reforma de sua casa até iniciar um novo negócio pessoal ou aumentar o impacto de um projeto social em um bairro.

## Histórias Interrompidas
O quadro Histórias Interrompidas apresenta histórias inspiradoras de pessoas que tiveram o sonho adiado durante a pandemia de COVID-19.

## Quando Você Menos Espera
No quadro, algumas pessoas na rua são trazidos aos Estúdios Globo secretamente, onde recebem uma surpresa inesperada no palco, como conhecer ao vivo seus ídolos.

## Quem Quer Ser um Milionário?
No quadro Quem Quer Ser um Milionário, um participante através de seu conhecimento pode levar R$ 1 milhão. É um desafio de perguntas e respostas com um total de 15 perguntas na área de conhecimentos gerais, onde cada uma tem um valor diferente. O competidor visualiza a pergunta na tela antes de decidir se responderá, caso desista do desafio, este ganhará o valor que foi conquistado até o momento.

## Pequenos Gênios
O quadro Pequenos Gênios apresenta crianças com boas habilidades e grande potencial de raciocínio lógico, que são divididas em grupos, onde o vencedor pode ganhar R$ 200 mil.

## The Wall
O quadro The Wall apresenta um game show onde uma "parede" tecnológica faz um desafio de perguntas e respostas de conhecimentos gerais, com prêmio máximo de R$ 1,7 milhão.

## Lar Doce Lar
O quadro Lar Doce Lar apresenta uma família que possui uma boa história e precisa de uma reforma da casa.

## Lata Velha
O quadro Lata Velha, criado em 2005 (na época do programa Caldeirão do Huck) e inspirado no programa Pimp My Ride, da MTV dos Estados Unidos, é sobre uma história de amor entre o homem e a máquina, onde um espectador possui um carro muito velho e uma grande aventura ou uma forte ligação afetiva com este e deseja que este seja reformado (tunado). Após o veículo ser contemplado com a reforma, o dono precisa enfrentar um desafio (normalmente musical/dançante) para ter o veículo de volta. Caso a performance do participante não empolgue a plateia, o veículo é leiloado e a renda é doada ao projeto Criança Esperança.

## Mandando Bem
No quadro Mandando Bem, é apresentada uma pessoa (ou uma sociedade) que possui o talento para empreender, que necessita de um apoio (de gestão ou financeiro) para turbinar o seu negócio pessoal. Mas antes, é necessário provar que este negócio possui um futuro promissor através de vídeos de dois minutos.

## Histórias Incríveis
O quadro Histórias Incríveis apresenta uma pessoa com uma história curiosa/inacreditável que parece até mágica.

## Um Por Todos, Todos Por Um
No quadro Um Por Todos, Todos Por Um, a produção do programa mobiliza um mutirão de pessoas para ajudar algum personagem de uma comunidade.

## O Domingão tá Vendo
Durante o período do Big Brother Brasil, participantes eliminados do reality show são sabatinados pelo elenco e a plateia do Domingão para relembrar algumas atitudes na casa mais vigiada.

## Destinos Mágicos
Ilusionistas participam do programa para mostrarem o seus talentos com mágica.

## Eu Sei Bem o Que Você Ouviu no Verão Passado
Convidados relembram grandes sucessos de época ou recentes nesse quadro.

## Linha do Tempo
Baseado no Arquivo Confidencial do Domingão do Faustão, os convidados são homenageados de surpresa pela produção do programa, através de entrevistas especiais.

## Mamãe é um Show
A cada domingo, uma mãe participa do programa para mostrar o seu talento e bater um papo com Dona Déa.

## Mystery Duets ou Quem Vem Pra Cantar?
A cada domingo, um cantor ou uma cantora faz um dueto com outro artista, sem saber quem está cantando.

## O Brasileiro Precisa Ser Estudado
Durante o programa, são exibidos vídeos aleatórios de momentos inacreditáveis.

## Pode Isso, Dona Déa?
Os convidados e a plateia perguntam ou relatam para Dona Déa alguma situação constrangedora ou absurda, pedindo os conselhos da matriarca do Domingão.

## Salvou? É Seu!
Baseado no Millon Dollar Drop, que inspirou o Um Milhão na Mesa no SBT, o participante recebe a quantia de R$1 milhão, mas precisa apostar um certo valor e inserir na mesa. Se acertar a pergunta, leva a bolada apostada. Mas se errar, perde o valor apostado.

## Sexolândia
Releitura do quadro que marcou os anos 90 no extinto Domingão do Faustão. Sexolândia é uma disputa entre artistas e personalidades, que se enfrentam em um jogo de perguntas e respostas. Relançado em 27 de abril de 2025, dentro das comemorações dos 60 anos da TV Globo, o Sexolândia garante momentos engraçados e de discussão sobre os assuntos abordados. Divididos em time feminino e masculino, um grupo deve adivinhar a resposta escolhida pelo outro.

## Super Rafa
Rafael Portugal encena um número aleatório no programa, que promete surpreender o público.

## Visitando o Passado
Um convidado do programa relembra algum momento de uma determinada fase da vida, sendo surpreendido pela representação fiel do cenário da época.

## Familhão
No primeiro domingo de cada mês, Luciano Huck premia uma família sorteada com R$1 milhão e todos os detalhes são exibidos no programa. Para participar da promoção, é preciso se cadastrar na plataforma do Familhão, receber boas notícias e trocar seus pontos por cupons de desconto ou ganhar vantagens em lojas parceiras. Para usar o serviço, é preciso pagar uma taxa mensal de R$20,00.

## Tamanho Família
É a nova versão do extinto programa já exibido entre 2016 e 2019 na TV Globo. Nele, duas famílias de famosos se enfrentam em uma sequência divertida de desafios, além dos famosos que representam a sua família receberem uma homenagem surpresa preparada pela produção do programa.

## Três Minutos Para Brilhar
Um cantor amador ou uma cantora amadora sobe ao palco pela primeira vez para soltar a voz, com direito a uma equipe experiente de músicos e dançarinos no tempo máximo de três minutos, sendo avaliado pelo elenco do programa.